# Le Fauteuil
Pour plus de détails, voir Fiche technique et Distribution.
Le Fauteuil est un film burkinabé réalisé par Missa Hebié, sorti en 2009. Écrit par Missa Hebié et Noraogo Sawadogo, le film remporte le Prix Oumarou Ganda au 21e Festival panafricain du cinéma et de la télévision de Ouagadougou. Il est également projeté au Festival international du film de Pusan en Corée du Sud la même année.

## Synopsis
Le fauteuil aborde la question de la place de la femme dans la société burkinabè. Il met en évidence les défis auxquels sont confrontés les hommes burkinabé à accepter l'autorité féminine, même si elle est compétente et éduquée.
C'est l'histoire de madame Ouédraogo Clarisse, une femme déterminée et intègre, nommée Directrice générale des mines. Malgré les manœuvres occultes de son prédécesseur pour sécuriser son poste, Clarisse doit faire face à une gestion catastrophique héritée de lui. Partagée entre ses responsabilités professionnelles et sa vie de famille, elle doit surmonter de nombreux défis. Son foyer souffre de son absence, et ses collègues mettent des obstacles sur son chemin pour la faire échouer. Cependant, grâce à sa persévérance et au soutien de son ministre, elle réussit à rassembler la majorité du personnel à sa cause,.

## Fiche technique
- Réalisation : Missa Hebié
- Scénario : Missa Hebié, Noraogo Sawadogo[6]
- Image : Charles B. Gomina
- Son : Léonard Soubeiga
- Décor : Germain N. Bamouni
- Musique : Bil Aka Kora
- Production : Faso Films & Com
- Producteur délégué : Noraogo Sawadogo

## Distribution
- Norah Kafando : Mme Ouedraogo Clarisse
- Paul Kabré : Ministre des Mines
- Delphine Sagnon : collègue antagoniste
- Abdoulaye Ouédraogo : mari de Clarisse
- Barthélémy Bouda : DG Séraphin
- Alassane Dakissaga : Ministre d'État
- Sékou Oumar Sidibé : l'enquêteur

## Production
Le Fauteuil est le premier long métrage de Missa Hébié. Sans ressources financières suffisantes, il décide d'hypothéquer sa maison auprès d'une banque. Avec les 10 millions obtenus ainsi que ses petites économies, il se lance dans la production du film. Cependant, cet argent est rapidement épuisé. À deux jours de la fin du tournage, le 1er décembre 2008, il se demande comment il va payer la deuxième tranche des salaires de ses techniciens et comédiens. Le film a failli ne pas être projeté au Fespaco, mais bénéficie d'un soutien de dernière minute du Ministère de la Culture, du Tourisme et de la Communication du Burkina Faso pour compléter le film juste avant l'ouverture du festival.

## Distinctions
- 2009: Écran de la meilleure comédienne décerné à Norah Kafando pour son rôle dans le film Le fauteuil au 13ème Écrans Noirs à Yaoundé, Cameroun. La valeur du prix est 1 000 000 de CFA offert par la Caisse Nationale de Prévoyance Sociale du Cameroun (CNPS). La même année, le film est sélectionné au fespaco[9] et remporte le prix Oumarou Ganda, le prix RFI du public[10],[11], le prix de la CEDEAO, la mention spéciale du jury Droits de l’homme, la mention spéciale jury Signis[12].